# Flordavid
Flordavid ou Flor-David, née le 13 mai 1891 à Paris où elle est morte le 10 avril 1958, est une peintre française.

## Biographie
Florence David est la fille d'Émile David, employé, et de Marie Louise Nelly Geoffroy.
Entre 1920 et 1955, elle réalise des dessins de théâtre.
Élève de Louis-Marie Désiré-Lucas, elle expose au Salon à partir de 1923.
Elle obtient en 1934 une mention honorable accompagnée du prix Léonie-Dusseuil.
Elle travaille un temps pour le Comœdia, pour lequel elle portraitise les artistes.
Elle expose également au Salon d'hiver.
En 1952, elle expose au 48 de la rue Mazarine (du 31 octobre au 20 novembre 1952) ses peintures et dessins de théâtre.
Elle est morte célibataire en son domicile de la rue Albert-Sorel à l'âge de 66 ans. Elle est inhumée le 10 avril 1958 au cimetière parisien de Bagneux.